# Erbo Stenzel
Erbo Stenzel (Paranaguá, 17 de dezembro de 1911 – Curitiba, 23 de julho de 1980) foi um artista plástico e escultor paranaense. Stenzel é responsável por inúmeros monumentos e bustos de personalidades políticas e locais do Paraná.

## Biografia
Stenzel nasceu em 1911, filho de João e Maria Stenzel, descendentes de alemães e austríacos que residiam em Curitiba à época. O casal teve oito filhos, sendo quatro mulheres e quatro homens.
Erbo quando criança estudou na Deutsche Shüle (Escola Alemã), que se situava onde hoje está a Praça Dezenove de Dezembro.
Iniciou sua formação, no campo as artes plásticas, com Lange de Morretes e mais tarde Turin. Frequentou, no Rio de Janeiro, a Escola Nacional de Belas Artes e o Liceu de Artes e Ofícios. Sua produção global compreende: desenhos, gravuras e esculturas.
Ao longo de sua vida, por questões de sobrevivência, não se dedicou exclusivamente às artes plásticas. Trabalhou na Machine Cottons Limited, de 17 de janeiro de 1927 a 31 de junho de 1930, na Fábrica de Móveis e Imagens de Gerd Claassen e Kaminski, foi modelador de 1° de novembro de 1933 a 24 de dezembro de 1934. Também trabalhou no Departamento de Terras e Colonização, como desenhista auxiliar, de setembro de 1936 até fevereiro de 1939, quando pediu demissão e transferiu-se para o Rio de Janeiro para dedicar-se aos estudos.
Fixou residência no Rio por aproximadamente 10 anos, período em que aprofundou seus estudos como escultor e posteriormente como gravador, retornando a Curitiba em 1949 para lecionar na Escola de Música e Belas Artes do Paraná, assumindo interinamente a cadeira de Anatomia e Fisiologia Artística como professor catedrático, tendo sido efetivado em setembro de 1968. Foi também contratado pela Secretária de Educação e Cultura, como inspetor de alunos do Instituto de Educação em maio de 1950. 
O processo de formação de novos artistas dedicados à arte escultórica era dificultado pela falta de um atelier com dimensões próprias para o desenvolvimento das atividades pertinentes a esta arte. Em 1950 montou o seu atelier na Rua Nilo Peçanha.
Entre a produção de seus trabalhos artísticos e a atividade docente, Erbo dedicava-se também seu tempo aos estudos de xadrez, que lhe rendeu muitos prêmios e reconhecimento nesta área.
Recebeu vários convites para participar, como jurado, em salões de arte, entre eles:
- II Salão de Artes Plásticas para Novos (1958);

- 52° Salão Nacional de Belas Artes (1947);

- 9° Salão Paranaense de Belas Artes (1952);

- 14* Salão de Belas Artes de Primavera (1962).

Foi também membro da comissão que opinou sobre a aquisição do trabalho de Turin "Luar no Sertão" pela prefeitura de Curitiba em 1965.
Seu interesse pelas artes plásticas transcendia sua própria produção e pode ser avaliado na farta documentação que reuniu sobre as atividades artísticas de seus contemporâneos, como: Zaco Paraná, João Turin, Lange de Morretes, Poty Lazzarotto e alunos como Jair Mendes, Abraão Assad, Fernando Velozo, entre outros.
Em 1971, quando a paralisia comprometeu sua autonomia, Stenzel deixou a casa onde morava para viver no Lar Dona Ruth, sendo transferido mais tarde para o Lar Betesda da Associação Cristã Menonita, onde morreu no dia 23 de julho de 1980.
Em 22 de junho de 1998 foi inaugurada a Casa Erbo Stenzel, museu destinado a manter o acervo biográficos do artista.

## Eventos com a participação de Erbo Stenzel[5]

### Salões Oficiais
- III Salão Paranaense – “Minha Mãe” – 07 retratos (1934);
- XLVI Salão Nacional de Belas Artes – “Retrato de J. Turin – Retrato de Colega, medalha de prata (1940);
- XLVII Salão Nacional de Belas Artes – “Retrato”, busto em gesso tamanho natural, prêmio viagem ao exterior – medalha de prata (1941);
- XLVIII Salão Nacional de Belas Artes – “Retrato de Poty”, Prêmio Ilustração Brasileira – medalha de prata (1942);
- VIII São Paulista – “Retrato” – grande medalha de prata (1942);
- II Salão Fluminense – “Busto” (1942);
- I Salão de Primavera – Centro de Letras do Paraná – “Busto J. Turin”, prêmio Diretoria Geral de Educação (1943);
- XLIX Salão Nacional de Belas Artes – “Jorge Campos” busto em gesso – medalha de prata (1943);
- L Salão Nacional de Belas Artes – “Água pro Morro” estátua em gesso – medalha de prata (1944);
- LI Salão Nacional de Belas Artes (RJ) – júri div. gravura (1945);
- LII Salão Nacional de Belas Artes – júri div. escultura (1947);
- V Salão Paranaense de Belas Artes – “Cabeça de Freyesleben – fora do concurso (1948);
- VI Salão Paranaense de Belas Artes – medalha de prata (1949);

- LIV Salão Nacional de Belas Artes (RJ) – júri sec. escultura (1949);

- VII Salão Paranaense de Belas Artes – “Silveira Neto”, bronze e gesso – “Des. Clotário Portugal, bronze – “Prof. J.F”, bronze – “Poty”, gesso (1950);
- III Salão de Belas Artes Primavera – Clube Concórdia – “Água pro Morro” – medalha de ouro (1950);
- VIII Salão Paranaense de Belas Artes – “Júlia Wanderley”, gesso – “Artur Silva”, gesso – “Frederico Virmond”, mármore (1951);
- IX Salão Paranaense de Belas Artes – comissão julgadora (1952);
- I Salão de Maio (Curitiba) (1952);
- V Salão de Belas Artes da Primavera – “Prof. Pacheco da Rocha”, busto – “Dr. Caetano Munhoz da Rocha”, busto – fora do concurso (1952);
- VI Salão de Belas Artes de Primavera (comemorativo ao I centenário do Paraná) – “Cabeça” – fora do concurso (1953);
- LVIII Salão Nacional de Belas Artes – medalha de prata (1953);
- Salão Paulista de Belas Artes – medalha de prata (1953);
- XIV Salão Paranaense de Belas Artes – “Paula Gomes”, gesso (1957);
- II Salão de Artes Plásticas para Novos – comissão julgadora (1958);
- XVII Salão Paranaense de Belas Artes – júri (1960);
- I Salão Anual de Curitiba - “retrospectiva paranaense” (1960);
- XIII Salão de Belas Artes de Primavera – Júri (1961);
- XIV Salão de Belas Artes de Primavera – Júri (1962).

### Exposições[6]
- 1941 – I Exposição Sociedade Amigos de Alfredo Andersen – Edifício Garcez – Curitiba;
- 1944 – Exposição de Arte Paranaense no Rio de Janeiro – Sociedade Amigos de Alfredo Andersen;
- 1952 – Exposição Permanente de Artistas Paranaenses – Departamento - Curitiba;
- 1974 – Três Escultores do Paraná – BADEP – Curitiba;
- 1975 – Artes e Técnicas Artísticas – BADEP – Curitiba;
- 1976 – Discípulos de Andersen – Artistas independentes – Curitiba;
- 1980 – Encontro Nacional de Críticos de Arte – Fundação Cultural de Curitiba – Curitiba;
- 1986 – Tradição e Contradição – Museu de Arte Contemporânea – Curitiba.

## Obras
- Busto de João Turin - 1940
- Busto de Poty Lazzarotto - 1948
- Busto de Allan Kardec - s/d
- Torso do Trabalhador - 1941
- Água pro Morro - 1944
- Krishnamurti - gravura s/d
- Projeto para o "Homem nu"
- Projeto para a "Mulher Nua"